# Philippe Monod (résistant)
Cet article concerne le résistant. Pour le physicien, voir Philippe Monod (physicien).
Pour les articles homonymes, voir Monod.
Philippe Monod, né le 14 mai 1900 dans le 17e arrondissement de Paris, ville où il est mort le 14 février 1992 dans le 15e arrondissement est un avocat franco-suisse, résistant durant la Seconde Guerre mondiale. Il était membre du mouvement Combat, et fut chargé de faire la liaison entre ce réseau et les services secrets américains via la Suisse.

## Biographie
Philippe Julien Monod est le fils de Lucien Monod, artiste peintre. Dans sa jeunesse il est membre du Secours rouge international et du parti communiste. Avocat, il travaille notamment pour un cabinet d'affaires américain, dont le patron collabore également avec Allen Dulles. Vivant aux États-Unis, il revient en France dans les années 30. Durant la Seconde Guerre mondiale, il devient membre du réseau Combat, recruté par son ami Claude Bourdet, et prend le pseudonyme de « Martel ».
En 1942, il remplace Bourdet à la tête du réseau dans les Alpes-Maritimes. En novembre, il rencontre à Cannes son ancien patron Max Shoop, désormais agent de l'OSS, qui le recontacte en janvier 1943 pour proposer une collaboration entre la Résistance et l'OSS. C'est le début de l'« affaire suisse », dénommée ainsi parce que le siège de l'OSS (dirigé par Dulles) en Europe est à Berne. C'est Monod qui est chargé en février par Henri Frenay de se rendre en Suisse pour les premiers contacts avec les services américains, contacts qui lui sont facilités par son ascendance vaudoise. Lorsqu'il rencontre Dulles en février 1943 à l'ambassade des Etats-Unis à Berne, Monod lui transmet un rapport détaillé (17 pages), rédigé par Frenay, portant sur l'historique et la structure des mouvements de résistance en France. Les deux parties conviennent d'un échange de bons procédés : Combat donnera des renseignements, notamment militaires, et les Américains fourniront un financement. Dulles donne alors à Monod de l'argent par avance.
Nommé à la Délégation générale de la Résistance en Suisse, qui à partir de mars fera le lien entre les MUR et l'OSS, Monod est sous les ordres du général Jules Davet, le dirigeant de cette ambassade installée à Genève. En fait, d'après Bourdet et d'autres, il en est le véritable chef, assurant « la plus grande partie du travail politique et diplomatique de la délégation ». Il essaie notamment, en marge de cette mission, d'aider Pierre de Leusse, le représentant de de Gaulle en Suisse, à prendre des contacts auprès de Dulles. Pour s'assurer d'une bonne liaison entre la France et la Suisse, on donne à Pierre de Bénouville, grand ami de Davet, la charge des relations extérieures des MUR ; il est également chargé de "coiffer" la délégation, notamment grâce à ses liens avec les services de renseignements suisses
La tâche principale de Monod est de présenter au mieux l'action de la Résistance aux services américains, afin que ceux-ci soient convaincus de l'intérêt de leur financement. Il transmet à la fois des renseignements militaires, techniques, politiques et économiques à Dulles. Ce travail est contrarié de nombreuses fois, soit par les réticences des gaullistes qui parlent de déloyauté envers leur chef, soit par les Anglais, irrités de voir leur quasi-monopole du flux d'information menacé. Ces empêchements bloquent l'arrivée des fonds promis jusqu'en juillet 1943. D'après Monod, les Américains finissent par être assurés notamment de l'intérêt d'un commandement unique des groupes francs (première esquisse de l'Armée secrète), afin d'étendre l'action de la Résistance sur ce point à tout le pays.
Monod finit par obtenir le financement régulier espéré, et fait également passer de Suisse des renseignements, des documents imprimés par l'ambassade américaine (faux papiers, etc.) et du matériel, y compris des armes et des munitions. Mais ce sont surtout les envois d'argent qui sont attendus plus que tout, et qui sont soumis à des pressions sur la manière de le répartir sur les services de la Résistance, notamment via Bénouville, chef de Combat en l'absence de Frenay. Philippe Monod constate également le pillage de ses courriers, probablement par les services suisses, et les tentatives des gaullistes pour contourner la délégation, directement ou non.
Il contribue à faire évader son demi-frère Jacques en 1944 par Belfort. En octobre 1944, le général Davet est nommé par de Gaulle délégué du GPRF en Suisse, signant la fin de la mission spécifique de Monod. Après la guerre, Philippe Monod se lance dans la carrière diplomatique.